# 玉珠蛙螺
玉珠蛙螺（学名：Bufonaria gnorima），是异足目蛙螺科赤蛙螺属的一种。主要分布于台湾，常栖息在浅海沙底。